# Смолик, Франтишек
Франтишек Смолик (чеш. František Smolík; 23 января 1891, Прага, Австро-Венгрия — 26 января 1972, Прага, ЧССР) — чешский и чехословацкий актёр театра, кино и телевидения. Народный артист Чехословакии (1953). Лауреат Государственной премии Чехословакии (1931, 1937 и 1951).

## Биография
Сын владельца небольшой продовольственной лавки. Получил образование инженера-электрика. С детства увлекался театром, часто бывал в кукольном театре, вместе с родителями время от времени посещал спектакли пражских театров.
Дебютировал на сцене до начала Первой мировой войны, играл в передвижных и провинциальных театральных труппах. Выступал в Восточно-чешском театре в Пардубице (1911).
Участник Первой мировой войны. Служил в австро-венгерской армии в Италии и России. Вернувшись из русского плена в 1918 году, продолжил творческую карьеру.
В 1921—1934 годах — актёр столичного Театра на Виноградах, затем до 1965 года играл на сцене Национального театра в Праге.
Служил в театре пятьдесят два года. Создал на театральных сценах более 600 персонажей от любовников до комических и серьёзных ролей, драматических и трагических. Тем не менее, имел тенденцию к драматическим ролям.
В 1920—1968 годах снялся в более чем 85 кинофильмах и телесериалах. Начинал, как актёр немого кино. По его сценарию был снят один фильм («Хроника шута», 1964).

## Избранная фильмография
- 1968 — На боевой повозке Жижки / Na Zizkove válecném voze — врач
- 1964 — Хроника шута / Bláznova kronika — эпизод (нет в титрах)
- 1963 — Три золотых волоска деда Всеведа / Tri zlaté vlasy deda Vseveda — слепой старик
- 1963 — Икар-1 / Ikarie XB 1 — Гопкинс
- 1963 — Золотой папоротник /  Zlaté kapradí — генерал
- 1961 — Смерть на острове сахарного тростника / Smrt na Cukrovém ostrově — Пирнер, отец Катержины
- 1961 — Лабиринт сердца / Labyrint srdce — Пробошт
- 1960 — Ромео, Джульетта и тьма / Romeo, Julia a tma
- 1960 — Высший принцип / Vyšší princip — Малек, классный наставник
- 1959 — Принцесса с золотой звездой / Princezna se zlatou hvězdou — король Гостивит
- 1959 — За жизнь Яна Кашпара / Zivot pro Jana Kaspara — доцент Кареш
- 1958 — Сегодня в последний раз / Dnes naposled — Таупе
- 1958 — Игра с чёртом / Hrátky s certem
- 1958 — Бегство из тени / Útek ze stínu — Коут
- 1956 — Легенда о любви / Legenda o lásce — незнакомец
- 1956 — Вина Владимира Ольмера / Vina Vladimíra Olmera
- 1954 — Ян Гус / Jan Hus
- 1954 — Фрона / Frona — Филипек
- 1952 — Наступление / Nástup
- 1952 — Комические рассказы Гашека / Haskovy povidky ze stareho mocnarstvi — Роберт, князь
- 1950 — Встанут новые бойцы / Vstanou noví bojovníci — Колмистр
- 1948 — Возвращение домой / Návrat domù
- 1948 — Кракатит / Krakatit — доктор Томеш
- 1947 — Скрипка и мечта / Housle a sen
- 1947 — Предчувствие / Předtucha — Елинек, профессор
- 1945 — Обручальное кольцо / Prstýnek
- 1941 — Турбина / Turbina — имперский советник Уллик
- 1938 — Цех кутногорских дев/ Cech panen kutnohorských— Тржиска, член парламента
- 1937 — Белая болезнь / Bílá nemoc — гражданин
- 1937 — Батальон / Batalión
- 1933 — Съестная лавка / U snedeného krámu
- 1932 — Перед аттестатом зрелости
- 1931 — Третья рота / Třetí rota
- 1926 — Бравый солдат Швейк / Dobrý voják Svejk

## Награды
- 1931 — Государственная премия
- 1937 — Государственная премия
- 1951 — Государственная премия
- 1953 — Народный артист Чехословакии
- 1958 — Орден Труда
- 1961 — Орден Республики
- На Остравском кинофестивале (1961) получил приз зрительских симпатий за лучшую мужскую роль в фильме «Высший принцип» и за ту же роль на Венецианском международном кинофестивале (1960) Специальный приз жюри.
- Гран-при «Хрустальный глобус» Международного кинофестиваля в Карловых Варах за лучшую мужскую роль